# Conditionering (projectvoorbereiding)
Conditionering is afgeleid van het begrip conditie, in de betekenis van "voorwaarde". Het begrip conditionering wordt steeds vaker gebruikt als aanduiding voor een aantal voorbereidende processen bij (infrastructurele) projecten. Deze condities (voorwaarden) moeten vervuld zijn voordat een project in uitvoering kan gaan. Tot de conditionering behoren onder andere de volgende processen:
- aanvragen vergunningen en ontheffingen;
- verleggen van in de ondergrond aanwezige kabels en/of leidingen;
- milieukundig bodemonderzoek en uitvoeren van bodemsanering;
- archeologisch onderzoek;
- planologische aanpassingen;
- ecologisch onderzoek;
- onderzoek naar niet-gesprongen conventionele explosieven.
- Verkeer
- Beheer & Onderhoud

Kenmerkend voor deze processen is dat zij voortvloeien uit wettelijke verplichtingen. Het begrip conditionering wordt met name gebruikt bij grote infrastructurele projecten, waarvan het Rijk de opdrachtgever is.